# New Auburn (Minnesota)
New Auburn è un comune (city) degli Stati Uniti d'America della contea di Sibley nello Stato del Minnesota. La popolazione era di 456 persone al censimento del 2010.

## Geografia fisica
Secondo lo United States Census Bureau, ha un'area totale di 0,69 miglia quadrate (1,79 km²).

## Storia
New Auburn è stata pianificata nel 1856, e deve il suo nome alla città di Auburn nello Stato di New York. Un ufficio postale chiamato New Auburn è stato in funzione dal 1857.

## Società

### Evoluzione demografica
Secondo il censimento del 2010, c'erano 456 persone.

### Etnie e minoranze straniere
Secondo il censimento del 2010, la composizione etnica della città era formata dal 91,4% di bianchi, il 6,8% di altre razze, e l'1,8% di due o più etnie. Ispanici o latinos di qualunque razza erano il 12,5% della popolazione.